# جيهان كان
جيهان كان (بالتركية: Cihan Can)‏ هو لاعب كرة قدم تركي في مركز الدفاع، ولد في 1 أغسطس 1986 في إسطنبول في تركيا. لعب مع أوردو سبور وغازي عنتاب بي.بي.كي وغلطة سراي وغيرسون سبور ومرسين إيدمانيوردو.

## وصلات خارجية
- جيهان كان على موقع اتحاد تركيا (لاعب) (الإنجليزية)
- جيهان كان على موقع Soccerway.com (الإنجليزية)
- جيهان كان على موقع عالم كرة القدم.نت (الإنجليزية)